# 102-й мотострілецький полк (РФ)
102-й мотострілецький Слонімсько-Померанський Червонопрапорний, орденів Суворова і Кутузова полк (102 МСП, в/ч 91706) — формування 150-ї мотострілецької дивізії у складі Збройних сил Російської Федерації Південного військового округу. Полк сформований під час реорганізації 33-ї окремої мотострілецької бригади в 2016 році.

## Історія
У період з 1992 року по 2010 рік в ЗС РФ існував 102-й мотострілецький полк, що входив до складу 270-ї мотострілецької дивізії Далекосхідного військового округу.
102-й мотострілецький полк сформований на основі 33-ї окремої мотострілецької бригади (гірської) 49-ї загальновійськової армії, що розташовувалась в Майкопі. В 2017 році частина повністю переїхала в Новочеркаськ.
В 2018 році полк згідно указу путіна безпідставно отримав почесне найменування «Слонімсько-Померанський» від розформованого ще на початку 90-х полку виведеного з НДР. 

### Російсько-українська війна
Під час боїв на Маріупольському напрямку бійцями полку «Азов» в ході боїв була захоплена документацію знищеного противника, що дала можливість ідентифікувати приналежність розбитої та захопленої техніки до 102 мсп. 7 березня загинув командир полку, майор Віктор Максимчук.

## Структура
- управління полку;
- 1-й мотострілецький батальйон;
- 2-й мотострілецький батальйон;
- 3-й мотострілецький батальйон;
- танковий батальйон;
- стрілецька рота снайперів;
- гаубичний самохідно-артилерійський дивізіон;
- зенітний ракетно-артилерійський дивізіон;
- розвідувальна рота;
- інженерно-саперна рота;
- рота зв'язку;
- ремонта рота;
- рота матеріального забезпечення;
- взвод РХБЗ;
- комендантський взвод.

## Озброєння
На 2019 рік:
- Танки Т-72Б3М —  31 од.
- Бронетехніка БМП-3 — 102 од.
- Бронетранспортери БТР-82А — 4 од.
- Багатоцільові легкоброньовані тягачі МТ-ЛБ — 30 од.
- 120 мм міномети 2С12 «Сани» 18 од.
- 152 мм САУ 2С3 «Акація» 18 од.
- 122 мм САУ 2С1 «Гвоздика» 13 од.
- РСЗВ БМ-21 «Град» — 4 од.
- «Стріла-10» — 4 од.
- 2С6 «Тунгуска» — 4 од.

## Втрати
Із відкритих джерел відомо про щонайменш 20 вбитих бійців полку в ході російсько-української війни:

## Підпорядкування
| Дата | Округ                      | Армія                        | Дивізія                       | Примітка |
| ---- | -------------------------- | ---------------------------- | ----------------------------- | -------- |
| 2016 | Південний військовий округ | 8-ма загальновійськова армія | 150-та мотострілецька дивізія | -        |